# Portata sonar attivo

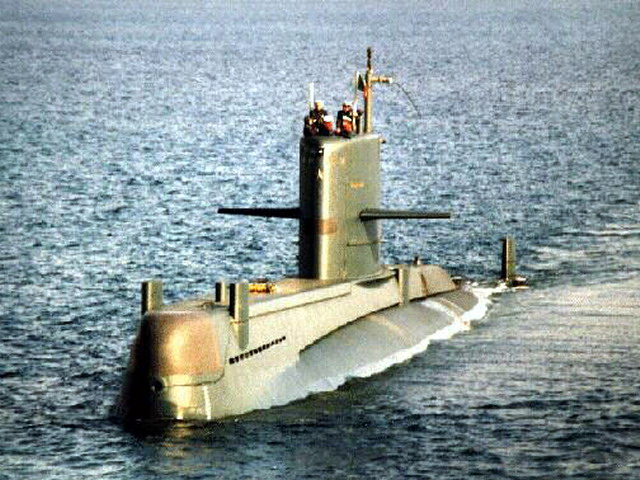
Sottomarino Sauro con sonar attivo di discreta portata.

La portata di un sonar attivo indica in generale la probabile distanza alla quale un sonar può scoprire un bersaglio con il metodo dell'eco. La portata di scoperta non è un dato certo ma una valutazione di carattere probabilistico.

## Validità dei calcoli di portata

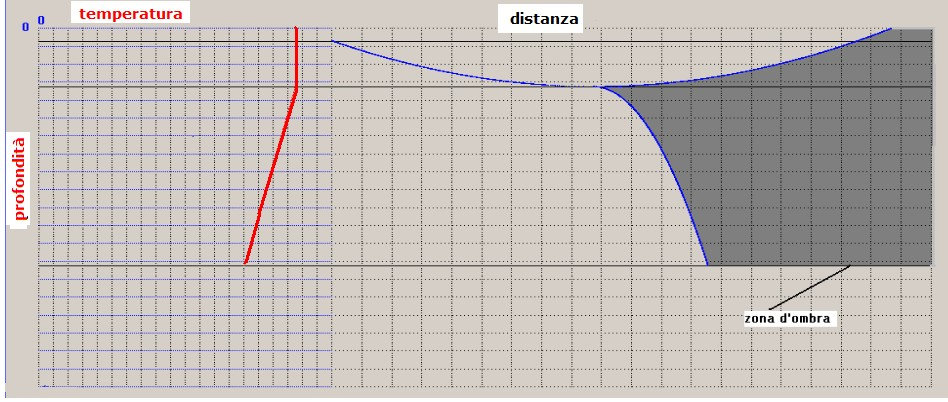
Tracciato propagazione anomala, in grigio la zona d'ombra. I bersagli che navigano nella zona non possono essere scoperti dal sonar

Le equazioni che regolano la stima della portata del sonar attivo hanno valore soltanto se il bersaglio, e/o il sottomarino, non sono in una zona d’ombra.

## Eco e riverberazione

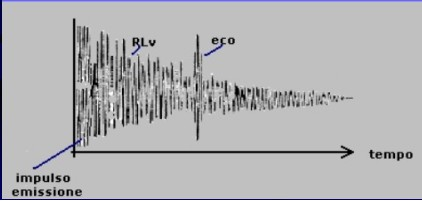
Eco di un bersaglio e riverberazione causata dall'impulso del sonar

Nel calcolo della portata di scoperta di un sonar attivo, se a scopo illustrativo, non si tiene conto del fenomeno della riverberazione che, alcune volte, può ostacolare la scoperta dei bersagli con il metodo dell'eco.
L'eco del bersaglio, in base alla distanza dal sonar, può comparire in mezzo alla riverberazione.

## Calcolo della portata di un sonar attivo
Il calcolo
 della portata  per propagazione sferica per la componente attiva del sonar si ottiene dalla soluzione del sistema trascendente in {\displaystyle R} dove tutte le variabili 
sono espresse in decibel (dB):
{\displaystyle {\begin{cases}TL=120+40\cdot \log _{10}{R}+2\cdot \alpha \cdot R\\TL=LI+TS-NL-DT+DI\end{cases}}}
dove:

### Prima equazione
{\displaystyle TL=} attenuazione, espressa in ({\displaystyle dB}), dipendente da:
- {\displaystyle R} distanza espressa in {\displaystyle km}

- {\displaystyle \alpha } coefficiente d'assorbimento del suono in mare  in  {\displaystyle dB/km} calcolabile con l'espressione: {\displaystyle \alpha =\left[{\frac {0.1\cdot f^{2}}{1+f^{2}}}\right]+\left[{\frac {40\cdot f^{2}}{4100+f^{2}}}\right]+\left[{\frac {2.75\cdot f^{2}}{10^{4}}}\right]} con {\displaystyle f\ in\ kHz}[N 5].

L'attenuazione per assorbimento segue la legge di W H Thorp:

### Seconda equazione
{\displaystyle TL=} attenuazione, espressa in ({\displaystyle dB}) , dipendente da:
- {\displaystyle BW=} banda delle frequenze di ricezione del sonar in {\displaystyle Hz.}

- {\displaystyle LI=} Livello di pressione dell'impulso emesso dal sonar {\displaystyle dB/\mu Pa} {\displaystyle /1\ m}.[7]

Il valore di {\displaystyle LI} dipende dalla potenza acustica dell'impulso emesso in mare dal sonar.
{\displaystyle TS} dipende dalle dimensioni e dalla forma del bersaglio, deducibile da una serie di dati tabellari ricavati sperimentalmente. 
- {\displaystyle NL=} rumore spettrale del mare in {\displaystyle dB/\mu Pa} {\displaystyle /{\sqrt {Hz}}}.[8]

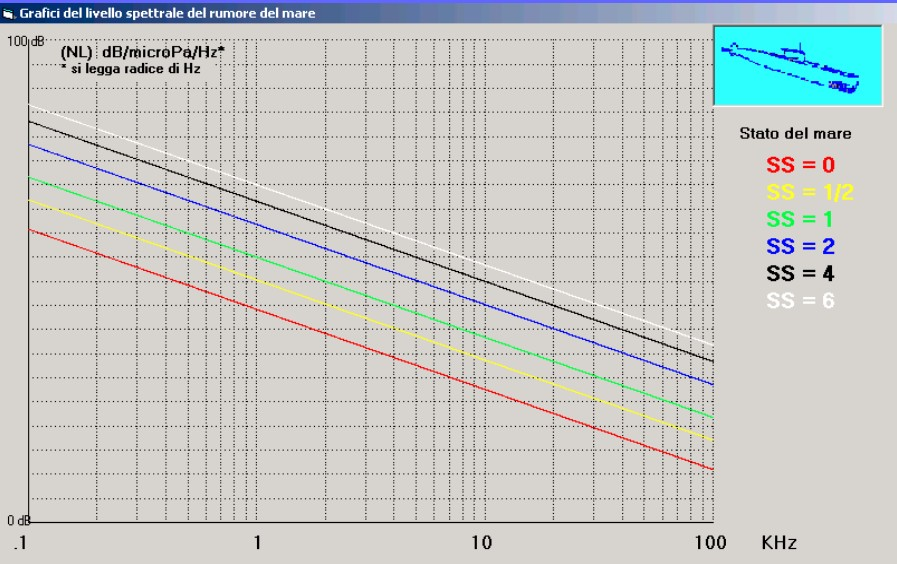
Curve parametriche dalle quali rilevare il valore di

{\displaystyle NL} è deducibile da una serie di curve parametriche funzioni della frequenza; i parametri consentono di selezionare lo stato del mare, dalla frequenza si evince il valore del rumore spettrale generato dal mare.

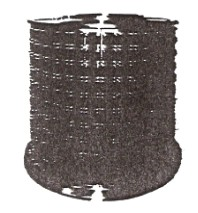
Base idrofonica cilindrica

- {\displaystyle DI=} guadagno di direttività della base idrofonica ricevente in {\displaystyle dB}.

Il valore del guadagno di direttività della base ricevente dipende dalle sue dimensioni e dalla frequenza di lavoro.
Una tra le numerose formule per il calcolo del {\displaystyle DI=}  è data dall'espressione:
{\displaystyle G\thickapprox {\frac {4\pi A-2\lambda {\sqrt {A}}+2\lambda ^{2}}{\lambda ^{2}}}}
Dove le variabili sono:
{\displaystyle \lambda =1530/f}
{\displaystyle A=} superficie della base in {\displaystyle m^{2}}

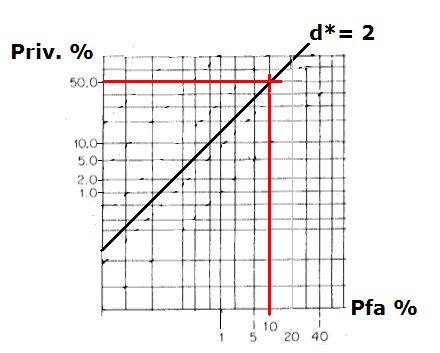
Curve ROC; esempio per

- {\displaystyle DT=} soglia di rivelazione in correlazione in {\displaystyle dB} calcolabile secondo l'espressione:

{\displaystyle DT=5\cdot log_{10}{[(BW\cdot d)/ti]}}
dove:
- {\displaystyle BW} = banda delle frequenze di ricezione del sonar in  {\displaystyle Hz}
- {\displaystyle d} = parametro probabilistico delle curve ROC[11][N 9]
- {\displaystyle ti} = durata dell'impulso emesso dal sonar in {\displaystyle s} .

## Metodi di calcolo
Esistono due metodologie di calcolo della portata:
- grafica[N 10], usata nel 1960 per lo studio dei sonar IP60/64 per i sottomarini della Classe Toti

- Risoluzione del sistema trascendente tramite computer

### Esempio di calcolo con il metodo grafico
In un sistema di assi cartesiani con ascisse  {\displaystyle R\ in\ km} e ordinate  {\displaystyle TL\ in\ dB} si tracciano:
- la curva relativa alla prima equazione del sistema trascendente
- la curva della seconda equazione

l'ascissa de loro punto d'intersezione, in {\displaystyle R}, risolve il problema.

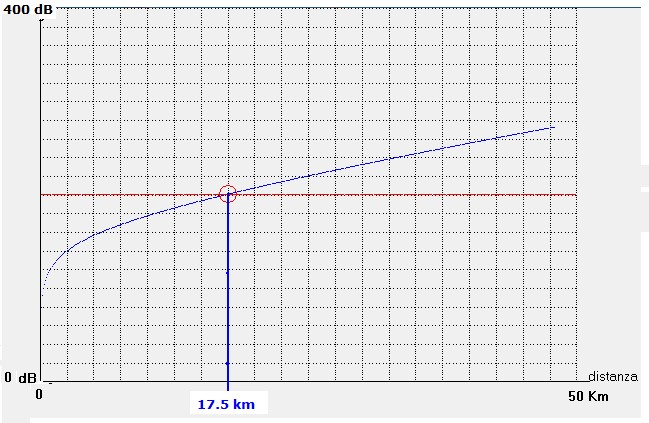
Soluzione grafica: la curva blu rappresenta la prima equazione del sistema ; la curva rossa rappresenta la seconda equazione del sistema.
L'ascissa del punto d'intersezione delle due curve indica la portata calcolata

Calcolo della portata di scoperta di un sonar attivo per le variabili: 
- Frequenza di emissione {\displaystyle f=9000\ Hz}

- Banda di ricezione. {\displaystyle 600\ Hz}[N 11]

- Livello di emissione impulso {\displaystyle SL=231\ dB/} {\displaystyle \mu Pa/1\ m}

- Livello del rumore del mare per forza {\displaystyle SS\approx 3}  : {\displaystyle NL=45\ dB/}{\displaystyle \mu Pa/{\sqrt {Hz}}}

- Guadagno della base acustica {\displaystyle G=24.5\ dB}

- Durata impulso d’emissione  {\displaystyle 0.06\ s}

- Parametro probabilistico {\displaystyle d=10\quad (Priv\ =50\%;Pfa\ =0.1\%)}

- Soglia di rivelazione  {\displaystyle DT=25\ dB}

- Forza del bersaglio[N 12] {\displaystyle TS=15\ dB}

Il valore numerico della portata stimata risultante dal processo grafico è: {\displaystyle R=17.5\ km}.
Il valore calcolato di {\displaystyle R=17.5\ km} è affetto dall'incertezza, dovuta al valore {\displaystyle d=10}, che il bersaglio potrà essere scoperto soltanto per il {\displaystyle 50\%} del tempo d'osservazione, con la segnalazione del {\displaystyle 0.1\%} di false scoperte.

## note
Annotazioni
1. ↑  detta anche portata di scoperta
2. ↑  La zona d'ombra è la conseguenza di un modo di propagazione anomala del suono generato da una diversa temperatura del mare alle diverse quote.
3. ↑  Il calcolo presuppone che il sistema ricevente della componente attiva del sonar sia in correlazione.
4. ↑  Le sigle in inglese: 
  - {\displaystyle TL} (Targeth Loss) = Attenuazione dell'impulso dalla sua emissione alla ricezione dell'eco del bersaglio
  - {\displaystyle LI} (Level Index) = Livello dell'impulso emesso dal sonar
  - {\displaystyle TS} (Targhet Strength) = Forza del bersaglio
  - {\displaystyle DI} (Directvity Index) = Direttività della base ricevente
  - {\displaystyle NL} ( Noise Level) = Livello del rumore del mare
  - {\displaystyle DT} (Detection Threshold) = Soglia di rivelazione
  - {\displaystyle BW} (Bandwidth) = Banda di ricezione del sonar
5. ↑   f = frequenza dell'impulso di emissione.
6. ↑  Lo stato del mare è indicato con la sigla inglese SS ( Sea State)
7. ↑  Nel caso del calcolo del guadagno di una base cilindrica il valore di {\displaystyle A} può essere assunto dalla superficie del doppio della generatrice.
8. ↑  Indicato da Urick come soglia di rivelazione (Detection Threshold)
9. ↑   Questa variabile rende il calcolo della portata non deterministico
10. ↑   La soluzione grafica del sistema trascendente aiuta alla miglior comprensione del calcolo della portata.
11. ↑  In un sonar attivo la larghezza di banda del ricevitore è tendenzialmente stretta, deve consentire comunque il transito degli impulsi d'eco comprensivi dell'effetto Doppler.
12. ↑  Valore indicativo per sottomarino di piccole dimensioni non al traverso

Fonti
1. ↑  Del Turco, pp. 210-225.
2. ↑   Horton, pp. 334-342.
3. ↑  Urick, pp. 17-30.
4. ↑  De Dominics, pp. 395-397.
5. ↑  Del Turco, pp. 203-210.
6. ↑  Thorp, pp 270.
7. ↑  Del Turco, pp. 242-244.
8. ↑  Del Turco, pp. 176-184.
9. ↑  Urick, pp. 31-70.
10. ↑  Urick, p. 287.
11. ↑  C.Del Turco, p. 168.